# Schapendoes
El Schapendoes es una raza de perro proveniente de los Países Bajos. Originariamente fue criado como perro pastor y en general de granja, hoy en día también participa en deportes como el agility y flyball.

## Historia
El Schapendoes desciende de un tipo de perro de granja y pastoreo popular en las regiones de Drente y Veluwe, provincias pantanosas y boscosas.
Estos perros tuvieron muchos nombres y no eran una raza específica tal y como es hoy. Existían varias razas locales de perros de trabajo, adaptadas a la población, el medio y los tipos de trabajo que se necesitaban. Se realiza en la década de los años 1870 una exhibición donde se muestran como "perros domésticos de pastoreo".
En la Segunda Guerra Mundial estuvieron a punto de extinguirse y la raza actual desciende de unos pocos supervivientes. El Kennel Club holandés Raad van Beheer reconoce la raza en 1952, y el primer estándar se escribe dos años después.
Otras razas similares son el Collie barbudo, Puli, Pastor de Valée, el Bobtail, Pastor de Brie, el Bergamasco y el antiguo perro de pastor alemán (Schafpudel), todos ellos versiones pequeñas de perros boyeros y de pastoreo de montaña.
La raza es reconocida por la Fédération Cynologique Internationale en 1971, con el número 313, Grupo 1, Sección 1: perros de pastoreo. En Norteamérica la raza está reconocida por la Canadian Kennel Club (como Dutch Sheepdog) y el United Kennel Club (USA) en sus grupos de perros pastores